# 근대성/식민성 그룹
근대성/식민성 그룹(스페인어: Grupo modernidad/colonialidad)은 21세기 첫 10년 동안 라틴 아메리카에서 활동한 중요한 비판적 사유 집단으로 여러 세대에 걸친 다학문적 지식인 네트워크이다. 그 구성원은 사회학자인 아니발 키하노(Aníbal Quijano), 에드가르도 란데르(Edgardo Lander), 라몬 그로스포겔(Ramón Grosfoguel), 아구스틴 라오몬테스(Agustín Lao-Montes), 기호학자인 월터 미뇰로(Walter Mignolo)와 술마 팔레르모(Zulma Palermo), 교육학자 캐서린 월시(Catherine Walsh), 인류학자 아르투로 에스코바르(Arturo Escobar)와 페르난도 코로닐(Fernando Coronil), 문학비평가 하비에르 산히네스(Javier Sanjinés), 철학자 엔리케 두셀(Enrique Dussel), 산티아고 카스트로고메스(Santiago Castro-Gómez), 마리아 루고네스(María Lugones), 넬손 말도나도토레스(Nelson Maldonado-Torres) 등이다. 아시아, 호주, 중동의 옛 영국 식민지나 프랑스 식민지 출신 지식인들이 대체로 좌지우지한 포스트식민주의에 대한 라틴아메리카의 가장 획기적인 기여가 이들의 작업이다.

## 역사
근대성/식민성 그룹은 베네수엘라 사회학자 란데르가 라틴 아메리카 사회과학 협회(CLACSO)의 지원으로 1998년 카라카스에서 미뇰로, 키하노, 두셀, 에스코바르, 코로닐을 초청한 학술행사를 열면서 형성되기 시작했다. 또한 미국 빙엄턴에서는 '식민성 연구그룹(Coloniality Working Group)'이 이미 결성되어 있었는데, 미국 사회학자 이매뉴얼 월러스틴이 제시했으며 20세기 하반기 사회과학에서 가장 혁신적인 이론인 세계체제론과 연계되어 있던 교수와 학생이 참여하고 있었다. 이 식민성 연구 그룹의 푸에르토리코계 학자인 그로스포겔과 라오몬테스는 빙엄턴에서 두셀, 미뇰로, 키하노, 월러스틴을 초청한 학술회의를 개최했다. 두셀은 라틴 아메리카 철학의 핵심 인물로 유명했고, 미뇰로는 저서 《르네상스의 어두운 면》(The Darker Side of the Renaissance)으로 포스트식민주의 이론에서 국제적인 명성을 얻기 시작하던 참이었다. 근대성/식민성 그룹의 세 중심인물인 두셀, 키하노, 미뇰로가 바로 이 학술회의를 통해 처음으로 만나 월러스틴의 세계체제분석과 대화하면서 라틴아메리카의 식민유산에 대한 각자의 관점에 대해 토론했다.
세계체제론과 라틴아메리카 식민성 이론들 사이의 이러한 접근은 그로스포겔이 보스턴에서 제24회 PEWS(Political Economy of the World-System) 컨퍼런스를 개최하면서 지속되었다. 여기에는 콜롬비아 철학자 카스트로고메스와 오스카르 과르디올라리베라(Oscar Guardiola-Rivera)가 초대되었는데, 이들은 이미 콜롬비아에서 사회문화 연구사유 연구소(Instituto de Estudios Sociales y Culturales Pensar)를 토대로 근대성/식민성 그룹 네트워크의 새로운 접속지점이 되고 있었다. 카스트로고메스는 콜롬비아 하베리아나 대학교의 지원으로 1999년 국제 심포지엄 '안데스 국가들에서의 사회과학의 재조직'을 개최했는데, 이 행사는 근대성/식민성 그룹의 다른 접속지점이 수행한 모든 것들의 기폭제로 작용했다. 보고타 심포지엄에는 미뇰로, 란데르, 코로닐, 키하노 외에도 아르헨티나 기호학자 팔레르모와 독일의 로망스어 문학 연구자 프레야 시비(Freya Schiwy)가 참가했다. 그보다 1년 전 몬트리올에서 열린 세계 사회학 대회에서는 란데르가 '라틴아메리카 사회사상에서의 유럽중심주의와 식민주의에 대한 대안'이라는 심포지엄을 조직했는데, 근대성/식민성 그룹이 발간한 책들 중에서 가장 유명한 책인 《지식의 식민성: 유럽중심주의와 사회과학》(La colonialidad del saber: eurocentrismo y ciencias sociales)에 포함될 논문들이 이 자리를 빌려 발표되었다.
2001년 미뇰로는 듀크 대학교에서 그룹의 첫 번째 모임을 열었다. 이 모임에서는 키토의 시몬 볼리바르 안데스 대학교 교수로 에콰도르계 미국인 교육자 월시와 볼리비아 문학비평가 산히네스가 합류했다. 이후 여러 차례 회합이 이어지면서 서로의 작업을 공유하고 그룹의 공동기획에 대해 논의했다. 안데스 대학교의 후원으로 열린 2002년 키토 회의, 푸에르토리코 철학자 말도나도토레스가 합류한 2003년 UC 버클리 회의, 에스코바르가 후원한 2004년 노스캐롤라이나 대학교 회의, 월시가 다시 개최한 2006년 키토 회의, 란데르 주도로 열렸으며 아르헨티나계 미국인 여성학자 루고네스가 합류한 2008년 베네수엘라 중앙대학교 회의 등이 그것이다.
근대성/식민성 그룹은 1998년에서 2008년 사이에 가장 활발하게 대중적인 활동을 하면서 학문과 정치를 양립시키려는 여러 기획에 참여했다. 몇몇 회원은 볼리비아와 에콰도르의 원주민 운동에 관여했고, 또 몇 사람은 세계사회포럼의 틀 속에서 여러 가지 활동을 조직했다. 버클리에서는 근대성/식민성 그룹이 치카노 활동가들과 연계하여 문화적ㆍ인식적ㆍ정치적 기획들을 전개하였고, 카리브의 근대성/식민성 그룹은 흑인 운동과 연계되었다. 키토의 시몬 볼리바르 안데스 대학교에서 월시가 이끄는 문화연구 박사과정을 지원한 일은 중요한 기획으로 꼽힌다.
21세기 처음 10년이 끝나갈 무렵 근대성/식민성 그룹은 집단 활동을 상당히 줄였다. 구성원들의 정치적 차이들도 작용했지만, 여러 가지 분석 범주를 제시한 주요 이론가들(키하노, 미뇰로, 두셀, 카스트로-고메스) 사이의 이론적 합의를 유지하기 힘들었다는 점이 큰 요인이다. 근대성/식민성 그룹에게 대단히 생산적인 도움이 되었던 마르크스주의, 해방철학, 세계체제론, 포스트구조주의 등등 여러 갈래의 사유는 각자 다른 길을 갈 수밖에 없었다. 그러나 근대성/식민성 그룹의 개념적 기여는 21세기 라틴아메리카 사유에서 대단히 중요한 지적 유산으로 남아 있다.

## 분석 범주
근대성/식민성 그룹의 주요 의의는 21세기 초의 라틴 아메리카 현실을 비판적으로 사유하는 흥미로운 분석 범주들을 창출한 싱크탱크 역할을 했다는 점이다. 이 그룹이 흡수한 지적 원천은 상당히 다양하다. 해방신학, 종속이론, 라틴 아메리카 철학, 포스트식민주의 연구와 하위주체 연구, 파울루 프레이리의 해방교육학, 문화연구, 마르크스주의, 아프로-카리브 철학, 페미니즘, 포스트구조주의가 그것이다. 근대성/식민성 그룹이 라틴아메리카의 1970년대 비판적 사유와 1980~1990년대 유럽과 미국의 비판적 사유를 연결하는 일종의 촉매 역할을 수행했다고 할 수 있는 것이다. 이 모든 영향의 결과, 근대성/식민성 그룹은 대단히 특별한 개념들을 창출했다. 이를 바탕으로 학계는 물론이고 몇몇 단체와 사회운동, 특히 안데스 지역에서 비교적 성공적으로 받아들여졌다.

## 근대성의 어두운 면으로서의 식민성
근대성/식민성 그룹의 핵심 테제는 식민성(스페인어: colonialidad)이 근대성의 반대되는 속성이나 근대성 이전의 단계가 아니라 근대화 과정 그 자체에 내포되어 있다는 시각이다. 16~19세기 사이의 자본주의, 과학, 예술, 국가 등등 주요 근대적 제도의 출현에는 유럽의 팽창과 식민 지배가 결정적인 역할을 했다. 또한 주변부의 모든 근대화 과정에는 식민 유산의 '문화적 논리'가 매개되어 있다. 라틴 아메리카에서 근대성은 항상 식민성을 통해 주어졌고, 이는 오늘날까지 지속되는 상황이다. 그래서 근대성/식민성 그룹은 사회과학의 진화론적 어법을 배격한다. 그러한 논법은 식민성을 근대성의 예기치 않은 부산물 혹은 근대성이 이미 극복한 역사적 단계로 치부하면서 근대성과 식민성의 상호 관계를 은폐하기 때문이다.
이런 맥락에서 근대성/식민성 그룹의 멤버들은 식민주의와 식민성을 구분한다. 외세가 영토와 주민을 군사적으로 점령하고 나아가 직접 통치하는 것을 '식민주의'라고 부른다. 반면 '식민성'은 식민주의의 '문화적 논리', 즉 식민주의가 종식된 이후에도 잔존하고 증식되는 식민 유산을 지칭한다. 그래서 라틴 아메리카에서 식민주의는 19세기에 종식되었지만(아프리카와 아시아에서는 20세기에 접어들어서야 끝이 났다), 식민성은 종식되지 않고 오늘날까지 지속되고 있다고 말한다.

## 삼중의 식민성
라틴 아메리카의 식민 유산은 오늘날까지 적어도 서로 상관 관계가 있는 세 가지 영역에서 감지된다. 이는 각각 '인종주의, 인식적 유럽중심주의, 삶의 방식의 (난폭한 혹은 동의에 의한) 서구화'이다. 근대성/식민성 그룹이 제시한 세 가지 핵심 범주인 '권력의 식민성, 지식의 식민성, 존재의 식민성'은 이 세 가지 영역의 문제점을 규명하려는 시도이다.
키하노는 권력의 식민성이 16세기에 확립된 특정한 '사회적 위계질서'를 통해 작동한다고 주장했다. 이 사회적 위계질서로 인해 식민지에서 부의 집중과 사회적 특권은 개인의 인종과 유전적 표현형에 의해 규정되게 되었다. 그 정점에는 '백인'이 있고, 그 아래에는 '인디오'가 있으며, 마지막으로 '흑인'이 위치해 있다. 노동의 사회적 분업도 바로 이 위계질서에 의거하여 확립된다. 미뇰로는 이러한 삼분법의 이념적 뿌리가 성서적 신화, 즉 대홍수 후에 살아남은 노아의 세 아들 사이의 위계질서를 담고 있는 성서 이야기에 있다고 주장한다. 야벳의 후손인 유럽인들이 셈의 후손인 아시아인과 함의 후손인 아프리카인보다 우월하다고 보는 유럽인의 관념이 성서에서 비롯되었다는 것이다. 카스트로고메스는 '혈통적 순수성'이라는 개념은 근본적으로는 인종이나 피부색과는 관계가 없고, 유럽인 조상을 두었다는 상상의 혈연 의식과 관계가 있다고 주장한다. 따라서 권력의 식민성은 인종주의로만 표현되는 것이 아니다. '문화적 백인화'(blanqueamiento cultural), 즉 삶의 모든 영역에서 늘 유럽 모델을 모방하려는 염원으로도 표현된다. 제도, 풍습, 사유, 교육, 예술 등등에서 유럽과 미국에 유사할 경우에만 권력에 접근할 수 있다.
기술과학적 합리성이 유럽 식민주의의 창출과 팽창의 결정적 요소로 작용하고, 18세기부터 다른 형태의 (전통적 혹은 조상 대대로 내려오는) '인식'(episteme)들을 배제하면서 지식 생산에서 유일하게 유효한 모델로 변하게 된 현상을 지식의 식민성이라고 부른다. 키하노는 15~16세기의 복음화가 이미 원주민과 흑인노예들로 하여금 그들만의 지식 생산 형식을 비하하게 만들었고, 이에 따라 식민 지배자들의 지식 생산 형식을 사회적 권위(prestigio social)로 여기고 받아들이게 만들었다고 주장한다. 카스트로고메스는 18세기 부르봉 개혁 때부터 '알기'(conocer)는 세상과 거리를 유지한 채 그가 '0도의 히브리스'(la hybris del punto cero)라고 부르는 오염되지 않은 관찰 지점에서 냉철하고 체계적으로 세계를 바라보는 것이라는 관념이 스페인어권 식민지에 강요되었다고 설파한다. 아메리카를 향한 유럽의 식민적 팽창은 이렇듯 세계에 대한 인식적 다양성(multiplicidad epistémica)을 공격하고, 현재 보편적으로 여겨지는 단 한 가지 유효한 지식생산 체계를 강요했다. 지배적 '인식'(episteme)의 보편적 규율에 부합되지 않는 모든 지식은 '전(前) 과학적 지식'으로 여겨졌다. 란데르는 20세기의 사회과학이 어떻게 이 모델을 차용했는지, 또한 (특히 경제학이) 1960~1970년대의 라틴아메리카 전역에서 어떻게 사회에 대한 특정 언어와 관념을 채택하여 발전 기획으로 제도화하였는지 보여 준다. 미뇰로는 영국, 프랑스, 미국의 전 세계적인 상업적 헤게모니에 발맞추어 19세기부터 모든 스페인어권 라틴아메리카의 지배적 지식이 기본적으로 영어와 프랑스어 두 가지 언어로 생산되었다고 주장한다. 지식이란 이처럼 명백하게 지정학적이다. 두셀은 '유럽중심주의 신화'를 논한다. '유효'하다고 간주되는 모든 지식은 먼저 세계체제의 권력 중심에서 창출되고, 이어 여러 주변부로의 불균등 배분이 이루어진다고 보는 시각이다. 따라서 주변부는 결코 지식의 생산자가 될 수 없고 수용자에 그칠 뿐이다. 이는 라틴 아메리카 학계와 국가를 비롯한 모든 제도권에서 벌어져 온 일이다.
라틴 아메리카인을 식민적 논리에 예속시키는 일은 폭력을 통해 이루어지기 일쑤였다. 말도나도토레스는 기독교화, 그리고 이어 근대화의 장애물로 여겨진 라틴 아메리카인들이(특히 원주민과 아프리카인의 후손들) 어떻게 '인간성'을 거부당했는지 보여준다. 이들은 '현존재'(Dasein)가 없는 이들, 하위 인간, 열등한 것들로 여겨졌고, 그래서 노예로 삼고, 땅을 빼앗고, 전쟁을 걸고, 처벌 없이 죽여도 정당한 것이었다. 서구적 삶의 방식의 우월성은 두셀이 '정복하는 자아'(ego conquiro)라고 부르는 자아를 토대로 하고 있다. 말도나도토레스가 존재의 식민성이라고 칭한 개념은 다음과 같은 논리를 띠고 있다. '현존재'는 유럽인과 이들의 후손인 크리오요만 지니는 속성이고, 식민지 주민들은 '비-현존재'(no-ser), 따라서 (하이데거적인 의미에서의) '세계'가 없는 이들이다. 프란츠 파농이 말하는 '대지의 저주받은 사람들'인 것이다. 다른 한편으로 카스트로고메스는 미셸 푸코의 '삶정치'(biopolitics) 개념을 이용하여, 18세기부터는 식민적 논리에 예속시키는 작업이 비강압적인 방법으로도 행해졌음을 보여주었다. 식민지 주민들을 '죽게만' 하지 않고 '살게 만든다'. 즉 이들을 위해 근대화 기획에 부합되는 현존 형식(formas de existencia)들을 생산한다. 이런 경우 존재의 식민성은 파괴의 기획이 아니라 생산의 기획이다. 이 기획은 19세기, 특히 20세기 초에 대다수 라틴 아메리카 국가에서 근대화 과정과 함께 구체화된다. 사회적ㆍ도시적 존재론(ontología social urbana), 주체가 성적 충동을 느끼듯이(libidinalmente) 자본주의에 종속되는 '세계-내-존재'(ser-en-el-mundo)의 체계적 생산이 이루어지게 된 것이다. 이처럼 주체성의 구조에 닻을 내리고 있는 존재의 식민성은 억압으로 느껴지지 않고, 오히려 욕망의 대상이다. 광범위한 계층의 사람들에게 물질적ㆍ비물질적인 현존 조건들을 생산해주기 때문이다.

## 식민적 차이와 트랜스모더니티
미뇰로는 근대성에 대한 상이한 비판이론들을 구분하기 위해 '인식의 식민적 차이'에 대해 말한다. 유럽과 미국에서 만들어진 근대성 비판들은(니체와 막스 베버에서 프랑크푸르트 학파, 월러스틴의 세계체제론, 리처드 로티의 신실용주의를 지나 푸코에 이르기까지의 근대성 비판) 근대적 합리성의 병리학적 요소들을 철두철미하게 지적하면서, 그 배제적이고 전체주의적인 특성을 강조한다. 그러나 이 모든 '비판이론'들이 침묵하고 있는 것이 있다. 바로 타자의 지식과 또 다른 세계 경험들의 식민적 예속이다. 즉, 서구의 비판이론들은 근대성을 가시화하지만, 식민성이라는 근대성의 '이면'을 가시화하지는 못한다.
그래서 미뇰로는 서구의 비판이론들이 '근대성에 대한 유럽중심주의적인 비판'에 불과하다고 말한다. 근대성/식민성 그룹은 이런 문제를 바로잡기 위해 '식민적 차이'(diferencia colonial)의 관점에서 근대성 비판을 수행하면서 근대적 합리성이 유럽의 식민주의적 팽창으로 가능했음을 분명히 한다. 이런 맥락에서 두셀은 근대성이 저지른 두 가지 학살(아메리카 원주민 문화들의 파괴와 아프리카인들의 노예화)에 대해서, 또 그가 '트랜스모더니티'라고 일컫는 윤리적ㆍ인식적ㆍ정치적 기획을 통해 이러한 근대성을 극복할 필요성에 대해 논한다. 거부당하고 억압된 이면의 복원을 통해서만 근대성의 해방 기획(proyecto emancipatorio)이 비로소 가능해지리라는 것이다. 그래서 미뇰로는 하버마스가 말하는 '미완의 근대성' 기획은 '미완의 탈식민성' 기획이 실행되어야만 실현될 수 있다고 말한다. 에스코바르는 이런 의미에서 마르크스주의적 패러다임, 자유주의적 패러다임, 포스트구조주의적 패러다임으로는 결코 이해될 수 없는 '대안적 세계화'들의 필요성을 주장했다.

## 탈식민성과 상호문화성
키하노의 진단에 따르면, 근대적/식민적 자본주의는 1973년부터 정체와 쇠퇴 단계에 접어들어 불안정하고 유연화된 고용 외에는 더 이상 고용과 적절한 임금을 이미 창출하지 못하고 있고 앞으로도 못할 것이다. 하지만 단순한 저항에서 삶의 대안적 형식들의 창조로 이행하는 새로운 지평이 출현하고 있다. 21세기 초 아메리카의 원래 주민(pueblos originarios)들이 정치적 주역이 된 것은(특히 안데스 지역에서) 이미 사회적ㆍ인식적 탈식민화가 시작되었고, 그 과정에서 유럽중심주의에서 해방된(liberado) 사회적 현존 방식들이 출현했음을 보여주는 사례이다. 전 세계의 사회운동도 라틴 아메리카의 원주민과 아프리카인 후손들의 투쟁이 만인의 투쟁임을 깨닫기 시작하고 있다. 그들의 생존 수단들이 지구상에서 삶 자체를 방어하는 수단이기 때문이고, 신자유주의적 자본주의가 그 수단들을 완전히 파괴하고 있기 때문이다. 근대적/식민적 자본주의의 형성의 기폭제가 된 라틴 아메리카가 오늘날에는 식민성의 전 지구적인 후원자에 대항하여 현실적인 대안들을 생산하는 중심부로 변하고 있는 것이다.
월시는 '상호문화성'이라는 범주를 주조했다. 근대 기획 하에서의 통합이 아니라 두셀이 트랜스모더니티라고 부른 것의 실현을 지향하는, 안데스의 다양한 영역의 원주민과 아프리카인 후손들의 투쟁을 설명하기 위해서이다. 에콰도르의 파차쿠틱 원주민 운동이 이 경우에 해당하는데, 이 운동은 에콰도르 국민(nación)의 다문화적 다양성의 한 요소로서 원주민들이 '인정'받을 길을 모색하지 않는다. 그들은 스스로의 방식으로 지식을 생산하고, 경제와 법을 운용하고, 자연과 관계를 맺는 국민들 중 하나가 되고자 한다. 자유주의적 다문화주의가 아직도 유럽중심주의적인 보편주의(universalismo eurocéntrico)의 테두리 안에서 움직인다면, 상호문화성은 식민적 차이에 의거한 정치 기획으로서 다-보편성(pluri-versalidad)과 다-국민성(pluri-nacionalidad)을 지향한다.

## 주요 저작 목록

### 공저
- Castro-Gómez, Santiago, Oscar Guardiola-Rivera y Carmen Millán de Benavides (eds.). Pensar (en) los intersticios. Teoría y práctica de la crítica poscolonial. Bogotá: Instituto Pensar. 1999
- Lander, Edgardo (ed.). La colonialidad del saber. Eurocentrismo y ciencias sociales. Perspectivas latinoamericanas. Buenos Aires, CLACSO. 2000
- Castro-Gómez, Santiago (ed.). La reestructuración de las ciencias sociales en América Latina. Bogotá: Instituto Pensar. 2000
- Mignolo, Walter (ed.). Capitalismo y geopolítica del conocimiento. El eurocentrismo y la filosofía de la liberación en el debate internacional contemporáneo. Buenos Aires: Ediciones del Signo. 2001
- Castro-Gómez, Santiago, Freya Schiwy, Catherine Walsh (eds.). Indisciplinar las ciencias sociales. Geopolíticas del conocimiento y colonialidad del poder. Quito: Abya-Yala Editores. 2002.
- Grosfoguel, Ramón y Ana Margarita Cervantes-Rodríguez. The Modern/Colonial/Capitalist World-System in the Twentieth Century: Global Processes, Antisystemic Movements, and the Geopolitics of Knowledge. Westport, Greenwood Press. 2002
- Grosfoguel, Ramón y José Romero. "Pensar Decolonial". Fondo Editorial La Urbana. 2009.
- Schiwy, Freya y Nelson Maldonado-Torres. (Des)colonialidad del ser y del saber. Videos indígenas y los límites coloniales de la izquierda en Bolivia. Buenos Aires: Ediciones del Signo. 2006
- Grosfoguel, Ramón, Nelson Maldonado-Torres y José David Saldívar. Latin@s in the World-System. Decolonization Struggles in the 21st Century U.S. Empire. Boulder: Paradigm Publishers. 2006
- Castro-Gómez, Santiago y Ramón Grosfoguel (eds.). El giro decolonial. Reflexiones para una diversidad epistémica más allá del capitalismo global. Bogotá: Siglo del Hombre Editores. 2007.
- Mignolo, Walter y Arturo Escobar (eds.). Globalization and the Decolonial Option. Nueva York: Routledge. 2008
- Walsh, Catherine. Pensamiento crítico y matriz (de)colonial. Reflexiones latinoamericanas. Quito: Abya-Yala Editores. 2000
- Walsh, Catherine, Álvaro García Linero y Walter Mignolo (eds.). Interculturalidad, descolonización del estado y del conocimiento. Buenos Aires: Ediciones del Signo. 2006

### 개인 저서
- Castro-Gómez, Santiago. La hybris del punto cero. Ciencia, raza e ilustración en la Nueva Granada (1750-1816). Bogotá: Universidad Javeriana. 2005
- Castro-Gómez, Santiago. La poscolonialidad explicada a los niños. Popayán: Universidad del Cauca. 2005
- Castro-Gómez, Santiago. Tejidos oníricos. Movilidad, capitalismo y biopolítica en Bogotá (1910-1930). Bogotá: Universidad Javeriana. 2009
- Coronil, Fernando. The Magical State. Nature, Money and Modernity in Venezuela. Chicago: The University of Chicago Press. 1997
- Dussel, Enrique. 1492. El encubrimiento del otro. Hacia el origen del mito de la modernidad. Madrid: Nueva Utopía. 1992
  - 엔리케 두셀, 박병규 역, 《1492년, 타자의 은폐》, 그린비, 2011.
- Dussel, Enrique. Ética de la liberación en la edad de la globalización y de la exclusión. Madrid: Trotta. 1998
- Dussel, Enrique. Política de la liberación. Historia mundial y crítica. Madrid: Trotta. 2007
- Escobar, Arturo. La invención del Tercer Mundo. Construcción y deconstrucción del desarrollo. Bogotá: Editorial Norma. 1996
- Escobar, Arturo. El final del salvaje. Naturaleza, cultura y política en la antropología contemporánea. Bogotá: ICAN. 1999
- Escobar, Arturo. Más allá del Tercer Mundo: Globalización y Diferencia. Bogotá: ICANH. 2005.
- Grosfoguel, Ramón. Colonial Subjects. Puerto Ricans in a Global Perspective. Berkeley: University of California Press. 2003.
- Maldonado Torres. Nelson. Against War. Views from the Other Side of Modernity. Durham: Duke University Press. 2008
- Mignolo, Walter. The Darker Side of the Renaissance. Literacy, Territoriality and Colonization. Ann Harbour: University of Michigan. 1995
- Mignolo, Walter. Historias locales/diseños globales: colonialidad, conocimientos subalternos y pensamiento fronterizo. Madrid: Ediciones Akal. 2003
- Mignolo, Walter. La idea de América Latina. La herida colonial y la opción decolonial. Barcelona: Gedisa. 2007
  - 월터 미뇰로, 김은중 역, 《라틴아메리카, 만들어진 대륙》, 그린비, 2010.
- Quijano, Aníbal. “Colonialidad del Poder, Eurocentrismo y América Latina”. En: Edgardo Lander (ed.). La colonialidad del saber. Eurocentrismo y ciencias sociales. Perspectivas latinoamericanas. Buenos Aires, CLACSO. 2000.
- Quijano, Aníbal. “Colonialidad y clasificación social”. En: Santiago Castro-Gómez y Ramón Grosfoguel (eds.). El giro decolonial. Reflexiones para una diversidad epistémica más allá del capitalismo global. Bogotá: Siglo del Hombre Editores. 2007.
- Quijano, Aníbal. “Colonialidad, Poder, Cultura y Conocimiento en América Latina”. En: Anuario Mariateguiano, vol. IX, No. 9, pp.113-122. Lima: 1998
- Quijano, Aníbal. "Colonialidad y Modernidad/Racionalidad". En: Heraclio Bonilla (comp.): Los Conquistados. 1492 y la población indígena de las Américas. Bogotá: FLACSO-Tercer Mundo. 1992
- Quijano, Aníbal. Modernidad, Identidad y Utopía en América Latina. Quito: Ediciones El Conejo. 1989.
- Palermo, Zulma. Desde la otra orilla. Pensamiento crítico y políticas culturales en América Latina. Córdoba: Alción. 2005
- Walsh, Catherine. Interculturalidad, Estado, Sociedad. Luchas (de)coloniales de nuestra época. Quito: Universidad Andina Simón Bolívar / Abya-Yala Editores. 2009

## 같이 보기
- 히페리온 그룹
- 해방철학
- 해방신학
- 포스트식민주의
- 세계체제론
- 종속이론

## 참고 문헌
- Escobar, Arturo. “Mundos y conocimientos de otro modo. El programa de investigación modernidad/colonialidad latinoamericano”. En: Tabula Rasa (1), pp. 51-86. Bogotá: Enero-Diciembre 2003.
- Grupo de Estudios Sobre Colonialidad. "Modernidad / Colonialidad / Descolonialidad: Aclaraciones y réplicas desde un proyecto epistémico y político". En: Pacarina del Sur. número 4. México: Julio-Septiembre 2010.
- Pachón, Damian. “Nueva perspectiva filosófica en América Latina. El Grupo Modernidad /Colonialidad”. En: Revista Ciencia Política, número 5. Bogotá: Enero-Julio 2008.
- Quintero, Pablo. “Notas sobre la teoría de la colonialidad del poder y la estructuración de la sociedad en América Latina”. En: Papeles de Trabajo, número 19. Rosario: Junio 2010
- Quintero, Pablo / Ivanna Petz. “Refractando la modernidad desde la colonialidad. Sobre la reconfiguración de un locus epistémico desde la geopolítica del conocimiento u la diferencia colonial”. En: Gazeta de Antropología. Número 26 /2. Universidad de Granada. 2009.
- Schlosberg, Jed. La crítica posoccidental y la modernidad. Quito: Universidad Andina Simón Bolívar / Abya-Yala Editores. 2003
- Teorías decoloniales en América Latina. Número especial de la Revista Nómadas 26. Bogotá: Universidad Central, Abril 2007